# Кавказского лесничества
Кавказского лесничества — поселок в городском округе город Первомайск Нижегородской области.

## География
Находится в южной части Нижегородской области на расстоянии приблизительно 19 километров по прямой на север от города Первомайск (Нижегородская область).

## Население
Постоянное население составляло 41 человек (русские 100 %) в 2002 году, 23 в 2010.